# Bobodžan Gafurov
Bobodžan Gafurovič Gafurov (in russo Бободжан Гафурович Гафуров?, in tagico Бобоҷон Ғафуров?, Boboçon Ƣafurov; Isfisor, 31 dicembre 1909 – Dušanbe, 12 agosto 1977) è stato un politico e storico sovietico di etnia tagika.

## Studi
Nato in un villaggio vicino a Chujand, si formò presso la scuola di studi giuridici di Samarcanda. Nel 1935 si laureò all'Istituto sovietico di giornalismo e nel 1941 conseguì il dottorato presso l'Istituto di Storia dell'Accademia delle Scienze dell'URSS di Mosca.
Scrisse diverse opere storiografiche sull'origine del popolo tagiko e sulla storia del proprio paese, dal 1956 sino alla sua morte fu a capo dell'Istituto di Studi Orientali dell'Accademia delle Scienze dell'Unione Sovietica.

## Carriera politica
Nel 1932 aderì al PCUS.
Dopo aver completato gli studi nel '41 venne nominato Segretario per la propaganda del Partito Comunista del Tagikistan.
Dal 1944 al 1946 ricoprì la carica di secondo segretario del Comitato Centrale del Partito, dall'agosto del 1946 al maggio del 1956 fu primo segretario ovvero capo del Partito e massimo rappresentante del potere esecutivo della RSS Tagika.
A seguito dell'indipendenza del Tagikistan, Gafurov fu proclamato eroe nazionale.

## Opere
- Istoria Sekti ismailitov (Mosca, 1941)
- Ta'rikhi Mukhtasari Khalqi Tojik (Stalinabad, 1947)
- Tojikon: Ta'rikhi Qadimtarin Qadim va Sadahoi Miona, 3 vol. (Mosca, 1972)

## Onorificenze

### Onorificenze tagike
A suo nome sono stati intitolati un villaggio e un distretto della provincia di Suǧd, una biblioteca dell'Accademia delle Scienze dell'URSS (oggi Accademia russa delle scienze), oltre a diverse strade in varie città. Il suo volto è raffigurato su di una banconota emessa nel 2000 dalla Repubblica del Tagikistan.